# Proteinus ovalis
Proteinus ovalis är en skalbaggsart som beskrevs av Stephens 1832. Proteinus ovalis ingår i släktet Proteinus, och familjen kortvingar. Arten förekommer tillfälligt i Sverige, men reproducerar sig inte.